# Liste der Stolpersteine in Brilon
Die Liste der Stolpersteine in Brilon enthält Stolpersteine, die im Rahmen des gleichnamigen Kunst-Projekts von Gunter Demnig in Brilon verlegt wurden. Mit ihnen soll an die Opfer des Nationalsozialismus erinnert werden, die in Brilon lebten und wirkten.
Am 16. März 2015 werden die ersten Stolpersteine verlegt. Am 10. und 11. Dezember 2015 wurden weitere 26 Stolpersteine verlegt. Am 14. Dezember 2016 wurden 19 Stolpersteine verlegt. Am 23. Mai 2017 wurden 16 Stolpersteine verlegt, jetzt sind es 56. Am 22. Mai 2018 wurden 21 Stolpersteine verlegt. Am 12. Dezember 2019 wurden 16 Stolpersteine verlegt, jetzt sind es 103. Weitere vier Stolpersteine wurden im Sommer 2020 verlegt.

## Liste der Stolpersteine
| Adresse              | Name                       | Inschrift | Verlegedatum  | Bild | Anmerkung |
| -------------------- | -------------------------- | --- | ------------- | --- | --------- |
| Bahnhofstraße 5 ·    | Albert Grüneberg           | Hier wohnte Albert Grüneberg Jg. 1859 gedemütigt/entrechtet Tod 14.11.1932                                                                | 12. Dez. 2019 | |           |
| Bahnhofstraße 5 ·    | Bertha Grüneberg           | Hier wohnte Bertha Grüneberg geb. Friedländer Jg. 1867 Deportiert 1942 Theresienstadt Ermordet 30.9.1942                                  | 12. Dez. 2019 | |           |
| Bahnhofstraße 7 ·    | Nicolaus Nathan Löwenstein | Hier wohnte Nicolaus Nathan Löwenstein Jg. 1869 Flucht 1936 Argentinien                                                                   | 10. Okt. 2016 | |           |
| Bahnhofstraße 7 ·    | Erna Löwenstein            | Hier wohnte Erna Löwenstein Jg. 1902 Flucht 1936 Argentinien                                                                              | 10. Okt. 2016 | |           |
| Bahnhofstraße 19 ·   | Sofia Buchdahl             | Hier wohnte Sofia Buchdahl Jg. 1873 gedemütigt/entrechtet Flucht in den Tod 11.11.1941                                                    | 10. Okt. 2016 | |           |
| Bahnhofstraße 19 ·   | Aron Buchdahl              | Hier wohnte Aron Buchdahl Jg. 1877 Flucht 1940 Peru                                                                                       | 10. Okt. 2016 | |           |
| Bahnhofstraße 19 ·   | Paula Buchdahl             | Hier wohnte Paula Buchdahl geb. Sternberg Jg. 1878 Flucht 1940 Peru                                                                       | 10. Okt. 2016 | |           |
| Bahnhofstraße 19 ·   | Walter Buchdahl            | Hier wohnte Walter Buchdahl Jg. 1907 Flucht 1937 USA                                                                                      | 10. Okt. 2016 | |           |
| Bahnhofstraße 19 ·   | Dorothea Buchdahl          | Hier wohnte Dorothea Buchdahl verh. Herzka Jg. 1910 Flucht 1937 USA                                                                       | 10. Okt. 2016 | |           |
| Bahnhofstraße 19 ·   | Luise Buchdahl             | Hier wohnte Luise Buchdahl verh. Bachmann Jg. 1915 Flucht 1937 USA                                                                        | 10. Okt. 2016 | |           |
| Derkere Straße ·     | Alma Rothschild            | Hier wohnte Alma Rothschild geb. Levy Jg. 1898 ermordet im besetzten Polen                                                                | 12. Dez. 2019 | |           |
| Derkere Straße ·     | Elly Rothschild            | Hier wohnte Elly Rothschild Jg. 1908 unfreiwillig verzogen 1935 Hannover Schicksal unbekannt                                              | 12. Dez. 2019 | |           |
| Derkere Straße ·     | Hans Rothschild            | Hier wohnte Hans Rothschild Jg. 1910 Flucht 1938 Paraguay                                                                                 | 12. Dez. 2019 | |           |
| Derkere Straße ·     | Julius Rothschild          | Hier wohnte Julius Rothschild Jg. 1878 deportiert 1942 ermordet im besetzten Polen                                                        | 12. Dez. 2019 | |           |
| Friedrichstraße 7 ·  | Sofie Löwenstein           | Hier wohnte Sofie Löwenstein Jg. 1882 gedemütigt/entrechtet tot 15.4.1935                                                                 | 10. Okt. 2016 | |           |
| Gartenstraße 13 ·    | Fanny Goldberg             | Hier wohnte Fanny Goldberg geb. Hecht Jg. 1882 unfreiwillig verzogen 1940 Köln Flucht 1940 Südamerika tot 31.7.1943                       | 10. Dez. 2015 | |           |
| Gartenstraße 13 ·    | Dagobert Goldberg          | Hier wohnte Dagobert Goldberg Jg. 1905 verzogen 1933 Dortmund Flucht 1933 Südamerika                                                      | 10. Dez. 2015 | |           |
| Gartenstraße 13 ·    | Leopold Goldberg           | Hier wohnte Leopold Goldberg Jg. 1907 Flucht 1934 England                                                                                 | 10. Dez. 2015 | |           |
| Gartenstraße 13 ·    | Alfred Goldberg            | Hier wohnte Alfred Goldberg Jg. 1911 'Schutzhaft’ 1941 Sachsenhausen deportiert 1941 Groß Rosen ermordet 6.1.1942                         | 10. Dez. 2015 | |           |
| Gartenstraße 13 ·    | Lore Goldberg              | Hier wohnte Lore Goldberg Jg. 1920 unfreiwillig verzogen 1938 Köln deportiert 1942 Minks ermordet                                         | 10. Dez. 2015 | |           |
| Keffelker Straße 3 · | Simon Eichengrün           | Hier wohnte Simon Eichengrün Jg. 1870 Flucht 1938 USA                                                                                     | 12. Dez. 2019 | |           |
| Keffelker Straße 3 · | Pauline Eichengrün         | Hier wohnte Pauline Eichengrün geb. Eichenwald Jg. 1875 Flucht 1938 USA                                                                   | 12. Dez. 2019 | |           |
| Keffelker Straße 3 · | Martha Freudenstein        | Hier wohnte Martha Freudenstein geb. Eichengrün Jg. 1902 Flucht 1934 USA                                                                  | 12. Dez. 2019 | |           |
| Keffelker Straße 3 · | Else Pollack               | Hier wohnte Else Pollack geb. Eichengrün Jg. 1908 Flucht 1938 USA                                                                         | 12. Dez. 2019 | |           |
| Keffelker Straße 3 · | Erna Eichengrün            | Hier wohnte Erna Eichengrün Jg. 1913 Flucht 1937 USA                                                                                      | 12. Dez. 2019 | |           |
| Keffelker Straße 3 · | Robert Eichengrün          | Hier wohnte Robert Eichengrün Jg. 1917 Flucht 1937 USA                                                                                    | 12. Dez. 2019 | |           |
| Keffelker Straße 3 · | Liesel Freudenstein        | Hier wohnte Liesel Freudenstein verh. Greenberg Jg. 1927 Flucht 1934 USA                                                                  | 12. Dez. 2019 | |           |
| Keffelker Straße 3 · | Rita Pollack               | Hier wohnte Rita Pollack verh. Stuart Jg. 1933 Flucht 1938 USA                                                                            | 12. Dez. 2019 | |           |
| Keffelker Straße 3 · | Herbert Pollack            | Hier wohnte Herbert Pollack Jg. 1934 Flucht 1938 USA                                                                                      | 12. Dez. 2019 | |           |
| Keffelker Straße 3 · | Werner Pollack             | Hier wohnte Werner Pollack Jg. 1936 Flucht 1938 USA                                                                                       | 12. Dez. 2019 | |           |
| Kirchenstraße 7 ·    | Emma Kohlberg              | Hier wohnte Emma Kohlberg geb. Rauner Jg. 1887 Flucht 1939 Holland interniert Westerbork deportiert 1943 Sobibor ermordet 16.4.1943       | 10. Dez. 2015 | |           |
| Kirchenstraße 7 ·    | Ruth Kohlberg              | Hier wohnte Ruth Kohlberg Jg. 1918 Flucht 1938 USA                                                                                        | 10. Dez. 2015 | |           |
| Kirchenstraße 7 ·    | Lotte de Jonge             | Hier wohnte Lotte de Jonge geb. Kohlberg Jg. 1913 Flucht 1938 USA                                                                         | 10. Dez. 2015 | |           |
| Kirchenstraße 7 ·    | Hans de Jonge              | Hier wohnte Hans de Jonge Jg. 1905 Flucht 1938 USA                                                                                        | 10. Dez. 2015 | |           |
| Kirchenstraße 7 ·    | Johanne Kohlberg           | Hier wohnte Johanne Kohlberg Jg. 1913 Flucht 1938 USA                                                                                     | 10. Dez. 2015 | |           |
| Kirchenstraße 7 ·    | Gerda Bernstein            | Hier wohnte Gerda Bernstein geb. Kohlberg Jg. 1916 Flucht 1940 Holland interniert Westerbork deportiert 1942 Auschwitz ermordet 30.9.1942 | 10. Dez. 2015 | |           |
| Kirchenstraße 7 ·    | Max Grünewald              | Hier wohnte Max Grünewald Jg. 1886 deportiert 1942 Piaski ermordet                                                                        | 10. Dez. 2015 | |           |
| Kirchenstraße 7 ·    | Walter Grünewald           | Hier wohnte Walter Grünewald Jg. 1933 deportiert 1942 Piaski ermordet                                                                     | 10. Dez. 2015 | |           |
| Kirchenstraße 7 ·    | Bella Grünewald            | Hier wohnte Bella Grünewald geb. Wolf Jg. 1899 deportiert 1942 Piaski ermordet                                                            | 10. Dez. 2015 | |           |
| Kirchenstraße 22 ·   | Gustav Neuwahl             | Hier wohnte Gustav NeuwahlJg. 1880 gedemütigt/entrechtet tot 16.1.1943 Todesursache unklar                                                | 10. Dez. 2015 | |           |
| Kirchenstraße 22 ·   | Frieda Neuwahl             | Hier wohnte Frieda Neuwahl geb. Grünewald Jg. 1883 gedemütigt/entrechtet tot 8.4.1937                                                     | 10. Dez. 2015 | |           |
| Kirchenstraße 22 ·   | Siegfried Neuwahl          | Hier wohnte Siegfried Neuwahl Jg. 1911 deportiert 1942 Zamosc ermordet                                                                    | 10. Dez. 2015 | |           |
| Kirchenstraße 22 ·   | Ruth Neuwahl               | Hier wohnte Ruth Neuwahl geb. Hecht Jg. 1919 deportiert 1942 Zamosc ermordet                                                              | 10. Dez. 2015 | |           |
| Kirchenstraße 22 ·   | Charlotte Neuwahl          | Hier wohnte Charlotte Neuwahl geb. Hertz Jg. 1920 deportiert 1942 Zamosc ermordet                                                         | 10. Dez. 2015 | |           |
| Königstraße 21 ·     |                            | | 10. Okt. 2016 | Bild gesucht Der Benutzer GeorgDerReisende ( Diskussion ) wünscht sich an dieser Stelle ein Bild vom Ort mit diesen Koordinaten 51.39501 8.57117 . Motiv: Stolpersteine Falls du dabei helfen möchtest, erklärt die Anleitung , wie das geht. BW |           |
| Königstraße 28 ·     | Israel Goldschmidt         | Hier wohnte Israel Goldschmidt Jg. 1866 deportiert 1942 Theresienstadt 1942 Treblinka ermordet                                            | 10. Okt. 2016 | |           |
| Königstraße 28 ·     | Auguste Goldschmidt        | Hier wohnte Auguste Goldschmidt geb. Stamme Jg. 1873 gedemütigt/entrechtet tot 28.7.1941                                                  |               | |           |
| Königstraße 28 ·     | Siegfried Goldschmidt      | Hier wohnte Siegfried Goldschmidt Jg. 1901 Flucht 1939 Bolivien                                                                           |               | |           |
| Königstraße 28 ·     | Albert Goldschmidt         | Hier wohnte Albert Goldschmidt Jg. 1912 deportiert 1943 ermordet in Auschwitz                                                             |               | |           |
| Königstraße 28 ·     | Berta Goldschmidt          | Hier wohnte Berta Goldschmidt geb. Löwenstein Jg. 1913 deportiert 1943 ermordet in Auschwitz                                              |               | |           |
| Königstraße 30 ·     | Johanna Eichenwald         | Hier wohnte Johanna Eichenwald Jg. 1880 deportiert 1943 ermordet in Auschwitz                                                             | 10. Okt. 2016 | |           |
| Königstraße 33 ·     | Sophia Willon              | Hier wohnte Sophia Willon Jg. 1855 deportiert 1943 Theresienstadt ermordet 9.12.1943                                                      | 23. Mai 2017  | |           |
| Königstraße 33 ·     | Carl Lorig                 | Hier wohnte Carl Lorig Jg. 1884 'Schutzhaft' 1938 Sachsenhausen deportiert 1943 Theresienstadt 1944 Auschwitz ermordet 18.10.1944         | 23. Mai 2017  | |           |
| Königstraße 33 ·     | Paula Lorig                | Hier wohnte Paula Lorig geb. Willon Jg. 1888 deportiert 1943 Theresienstadt 1944 Auschwitz ermordet 18.10.1944                            | 23. Mai 2017  | |           |
| Mariengasse 1 ·      |                            | | 22. Mai 2018  | Bild gesucht Der Benutzer GeorgDerReisende ( Diskussion ) wünscht sich an dieser Stelle ein Bild vom Ort mit diesen Koordinaten 51.39469 8.57048 . Motiv: Stolpersteine Falls du dabei helfen möchtest, erklärt die Anleitung , wie das geht. BW |           |
| Marktstraße 10 ·     | Theodor Löwenstein         | Marktstraße 12 wohnte/arbeitete Theodor Löwenstein Jg. 1883 Flucht 1939 Chile                                                             |               | |           |
| Marktstraße 10 ·     | Selma Löwenstein           | Marktstraße 12 wohnte Selma Löwenstein geb. Baruch Jg. 1894 Flucht 1939 Chile                                                             |               | |           |
| Marktstraße 10 ·     | Ruth Löwenstein            | Marktstraße 12 wohnte Ruth Löwenstein verh. Britzmann Jg. 1920 Flucht 1939 Chile                                                          |               | |           |
| Marktstraße 10 ·     | Alice Löwenstein           | Marktstraße 12 wohnte Alice Löwenstein verh. Wetzstein Jg. 1925 Flucht 1939 Chile                                                         |               | |           |
| Marktstraße 10 ·     | Hermann Klinger            | Marktstraße 12 wohnte/arbeitete Hermann Klinger Jg. 1921 gedemütigt/entrechtet Schicksal unbekannt                                        |               | |           |
| Marktstraße 10 ·     | Ernst Eichengrün           | Marktstraße 12 wohnte Ernst Eichengrün Jg. 1924 'Schutzhaft' 1938 Sachsenhausen Schicksal unbekannt                                       |               | |           |
| Marktstraße 16 ·     | Siegfried Fränkel          | Hier wohnte Siegfried Fränkel Jg. 1882 gedemütigt/entrechtet tot 8.6.1933                                                                 | 22. Mai 2018  | |           |
| Marktstraße 16 ·     | Paul Fränkel               | Hier wohnte Paul Fränkel Jg. 1910 Flucht 1940 Mittelamerika                                                                               | 22. Mai 2018  | |           |
| Marktstraße 16 ·     | Klara Fränkel              | Hier wohnte Klara Fränkel geb. Aronstein Jg. 1884 Flucht 1941 Dominikanische Republik                                                     | 22. Mai 2018  | |           |
| Petrusstraße 2 ·     |                            | | 22. Mai 2018  | Bild gesucht Der Benutzer GeorgDerReisende ( Diskussion ) wünscht sich an dieser Stelle ein Bild vom Ort mit diesen Koordinaten 51.39489 8.56769 . Motiv: Stolpersteine Falls du dabei helfen möchtest, erklärt die Anleitung , wie das geht. BW |           |
| Schulstraße 10 ·     | Amalie Löwenstein          | Hier wohnte Amalie Löwenstein Jg. 1873 deportiert 1942 Theresienstadt tot 12.8.1942                                                       | 10. Dez. 2015 | |           |
| Schulstraße 10 ·     | Sara Kahlenberg            | Hier wohnte Sara Kahlenberg geb. Wortsmann Jg. 1873 deportiert 1943 Theresienstadt ermordet                                               | 10. Dez. 2015 | |           |
| Schulstraße 10 ·     | Aron Mansberg              | Hier wohnte Aron Mansberg Jg. 1855 unfreiwillig verzogen 1939 Bielefeld deportiert 1942 Theresienstadt ermordet 27.8.1942                 | 10. Dez. 2015 | |           |
| Schulstraße 10 ·     | Beate Freising             | Hier wohnte Beate Freising geb. Kahlenberg Jg. 1913 unfreiwillig verzogen 1939 Schombach Schicksal unbekannt                              | 10. Dez. 2015 | |           |
| Schulstraße 10 ·     | Salomon Kahlenberg         | Hier wohnte Salomon Kahlenberg Jg. 1903 deportiert 1943 Auschwitz ermordet 11.6.1943                                                      | 10. Dez. 2015 | |           |
| Schulstraße 10 ·     | Frieda Mansberg            | Hier wohnte Frieda Mansberg geb. Kahlenberg Flucht Holland interniert Westerbork deportiert 1943 ermordet in Auschwitz                    | 10. Dez. 2015 | |           |
| Schulstraße 10 ·     | Paul Mansberg              | Hier wohnte Paul Mansberg Jg. 1908 'Schutzhaft’ 1938 Sachsenhausen deportiert 1943 ermordet in Auschwitz                                  | 10. Dez. 2015 | |           |
| Schulstraße 10 ·     | Irma Goldmann              | Hier wohnte Irma Goldmann geb. Kahlenberg Jg. 1910 'Polenaktion' 1938 Bentschen/Zbaszyn ermordet im besetzten Polen                       | 10. Dez. 2015 | |           |
| Schulstraße 10 ·     | Philipp Goldmann           | Hier wohnte Philipp Goldmann Jg. 1907 'Polenaktion' 1938 Bentschen/Zbaszyn ermordet im besetzten Polen                                    | 10. Dez. 2015 | |           |
| Schulstraße 10 ·     | Ursula Mansberg            | Hier wohnte Ursula Mansberg Jg. 1938 deportiert 1943 ermordet in Auschwitz                                                                | 10. Dez. 2015 | |           |
| Schulstraße 10 ·     | Zilla Mansberg             | Hier wohnte Zilla Mansberg Jg. 1939 deportiert 1943 ermordet in Auschwitz                                                                 | 10. Dez. 2015 | |           |
| Schulstraße 10 ·     | Regina Rebekka Goldmann    | Hier wohnte Regina Rebekka Goldmann Jg. 1936 'Polenaktion' 1938 Bentschen/Zbaszyn ermordet im besetzten Polen                             | 10. Dez. 2015 | |           |
| Strackestraße 4 ·    | Julie Kahlenberg           | Hier wohnte Julie Kahlenberg geb. Freudenstein Jg. 1861 gedemütigt/entrechtet tot 21.2.1942                                               | 23. Mai 2017  | |           |
| Strackestraße 4 ·    | Isidor Hesse               | Hier wohnte Isidor Hesse Jg. 1893 'Schutzhaft' 1938 Sachsenhausen Zwangsarbeit Straßenbau tödlich verunglückt 16.1.1943 Bigge             | 23. Mai 2017  | |           |
| Strackestraße 4 ·    | Rika Hesse                 | Hier wohnte Rika Hesse geb. Kahlenberg Jg. 1893 deportiert 1943 ermordet in Auschwitz                                                     | 23. Mai 2017  | |           |
| Strackestraße 4 ·    | Ilse Hesse                 | Hier wohnte Ilse Hesse Jg. 1922 deportiert 1943 ermordet in Auschwitz                                                                     | 23. Mai 2017  | |           |
| Strackestraße 4 ·    | Norbert Hesse              | Hier wohnte Norbert Hesse Jg. 1924 Zwangsarbeit Straßenbau deportiert 1943 ermordet in Auschwitz                                          | 23. Mai 2017  | |           |
| Strackestraße 4 ·    | Martin Hesse               | Hier wohnte Martin Hesse Jg. 1926 gedemütigt/entrechtet tot 4.2.1934                                                                      | 23. Mai 2017  | |           |
| Strackestraße 4 ·    | Helmut Hesse               | Hier wohnte Helmut Hesse Jg. 1934 deportiert 1943 ermordet in Auschwitz                                                                   | 23. Mai 2017  | |           |
| Strackestraße 4 ·    | Jakob Katz                 | Hier wohnte Jakob Katz Jg. 1884 'Schutzhaft' 1938 Sachsenhausen Flucht 1941 Dominikanische Republik                                       | 23. Mai 2017  | |           |
| Strackestraße 4 ·    | Bertha Katz                | Hier wohnte Bertha Katz geb. Kahlenberg Jg. 1892 Flucht 1941 Dominikanische Republik                                                      | 23. Mai 2017  | |           |
| Strackestraße 4 ·    | Salomon Katz               | Hier wohnte Salomon Katz Jg. 1912 'Schutzhaft' 1938 Sachsenhausen Flucht 1940 USA                                                         | 23. Mai 2017  | |           |
| Strackestraße 4 ·    | Max Katz                   | Hier wohnte Max Katz Jg. 1915 Flucht 1940 USA                                                                                             | 23. Mai 2017  | |           |
| Strackestraße 4 ·    | Selma Katz                 | Hier wohnte Selma Katz verh. Weinberg Jg. 1917 Flucht 1939 England                                                                        | 23. Mai 2017  | |           |
| Strackestraße 4 ·    | Else Katz                  | Hier wohnte Else Katz verh. Stern Jg. 1920 Flucht 1939 England                                                                            | 23. Mai 2017  | |           |
| Südstraße 10 ·       | Albert Neuwahl             | Hier wohnte Albert Neuwahl Jg. 1888 'Schutzhaft' 1938 Sachsenhausen deportiert 1942 Zamosc ermordet                                       | 2020          | |           |
| Südstraße 10 ·       | Frieda Neuwahl             | Hier wohnte Frieda Neuwahl geb. Blumenthal Jg. 1897 deportiert 1942 Zamosc ermordet                                                       | 2020          | |           |
| Südstraße 10 ·       | Hannelore Neuwahl          | Hier wohnte Hannelore Neuwahl Jg. 1928 deportiert 1942 Zamosc ermordet                                                                    | 2020          | |           |
| Südstraße 10 ·       | Julius Neuwahl             | Hier wohnte Julius Neuwahl Jg. 1930 deportiert 1942 Zamosc ermordet                                                                       | 2020          | |           |